# هاپکیدو وان
هاپکیدو وان در سال ۱۹۸۱، توسط استاد بزرگ “هونگ سیک میونگ” در ایالت میشیگان آمریکا تأسیس شد. هاپکیدو وان با نام‌های مرکز جهانی هاپکیدو و بنیاد جهانی هاپکیدو نیز شناخته می‌شود. هاپکیدو وان، مرکزی جهت آموزش مربی هاپکیدو، صدور گواهینامه‌های رسمی، تشکیل سمینارها، هدایت و راهنمایی سازمان‌ها و مدارس هاپکیدو می‌باشد. هاپکیدو وان، مطابق با اصول هاپکیدو، اساتیدی با صحت و سلامت عقل، جسم و روح تربیت می‌کند. این مرکز بیشتر به وحدت و علایق هنرآموزان هاپکیدو توجه دارد. هاپکیدو وان به کسانی که به پیشرفت هنر هاپکیدو، انجمن و خود هاپکیدو وان یاری میرسانند، اجر می‌نهد.

## خلاصه تاریخچه
استاد بزرگ “هونگ سیک میونگ” ورزش هاپکیدو را در سال ۱۹۶۰ در “ونهیو دوجانگ” زیر نظر برادر بزرگترش مرحوم “جی ام میونگ کوانگ سیک” آغاز نمود و بعد از آن زیر نظر “جی ام جی هان جایی” به تمرین آن پرداخت. وی در اولین همایش یکپارچه ملی هاپکیدو که در سئول برگزار شده بود، حضور یافت. در سال ۱۹۷۰ مربی Hapkido YonMuKwan Sang Do Dojang کره شد و در سال ۱۹۷۳ به سمت مربی ارشد مرکز Haokido YonMuKwanکره (که به صورت YonMook و YeonMuKwan نیز نوشته می‌شود) نایل شد و مسئولیت انجمن Haokido YonMuKwan از مؤسس مرکز GM Myung Kwang Sik به وی واگذار شد. در سال ۱۹۸۱ به ایالات متحده آمریکا نقل مکان کرد و مرکز هاپکیدو میونگ را در دترویت در ایالت میشیگان تأسیس کرد. وی در همان سال مرکز جهانی هاپکیدو – هاپکیدو وان را ساماندهی کرد که در سال ۲۰۰۴ به کرونا واقع در کالیفرنیا، انتقال یافت.

## بررسی اجمالی
هاپکیدو وان مکانی است جهت آموزش صحیح هنر پویای هاپکیدو. متمایزترین تکنیک‌های هاپکیدو بسیار عملی بوده و مبتنی بر اصول علمی می‌باشند. مهارت‌های دفاعی و تهاجمی، با کاربردهای مختلف جهانی، به صورت فرم‌های زیر آموزش داده می‌شود: دست خالی در مقابل دست خالی، دست خالی در مقابل سلاح یا سلاح در مقابل دست خالی و سلاح در مقابل سلاح. تکنیک‌های دست خالی عبارتند از: قفل مفاصل، ضربه با پا، ضربه با مشت، پرتاب حریف و بی حرکت ساختن (immobilization). تکنیک‌های سلاحی نیز شامل موارد زیر می‌شوند: چاقو، چوب، طناب، Dan bong، Jung Bong، Jang bong، So Bong و شمشیر.

## فلسفه
فلسفه و تعالیم هاپکیدو وان متشکل از اصول اخلاقی و تکنیک‌های فیزیکی می‌باشد و مبتنی بر این عقیده‌است که افرادی که این هنر را می‌آموزند می‌بایست از مهارت‌های خود مسئولانه استفاده کنند.
هاپکیدو وان
اصول هاپکیدو را رعایت کنید
به مربیان و استادان من احترام بگذارید
هرگز از هاپکیدو سوء استفده نکنید
از هاپکیدو برای مقاصد عادلانه استفاده کنید
برای پیشرفت هاپکیدو و مدرسه‌مان همکاری کنید
| Hapkidowon O-Kae | Rules in Korean     | Rules in English                                    | Translation قوانین(فارسی)                  |
| ---------------- | ------------------- | --------------------------------------------------- | ------------------------------------------ |
| Hana             | Do Ji Ji Gyea       | Observe the tenets of Hapkido                       | اصول هاپکیدو را رعایت کنید                 |
| Dul              | Sa Hyung Kong Kyung | Respect my instructors and seniors                  | به مربیان و استادان من احترام بگذارید      |
| Saet             | Do Bul Nam Yong     | Never misuse Hapkido                                | هرگز از هاپکیدو سوء استفاده نکنید          |
| Naet             | Do Ji Eui Yong      | Use Hapkido for just means                          | از هاپکیدو برای مقاصد عادلانه استفاده کنید |
| Daseot           | Do Kwan Kong Heon   | Contribute to the welfare of Hapkido and our school | برای پیشرفت هاپکیدو و مدرسه‌مان همکاری کنید |

## مفهوم هاپکیدو وان
- Hap: به معنای “هماهنگی”، “هماهنگ” یا “اتصال”؛ ترکیب کردن، متحد کردن و بهم پیوستن می‌باشد.
- Ki: بیانگر انرژی درونی، روان، قدرت یا توان؛ نیرو، انرژی، نیروی حیات و استقامت می‌باشد.
- Do: به معنای “سبک” یا “هنر” می‌باشد که معنی تحت‌اللفظی آن به صورت «روش هماهنگی انرژی درون» می‌باشد.
- Won: به معنای مکان یادگیری، بنیاد یا فرهنگستان می‌باشد.
- Hapkidowon: به معنای مکانی برای یادگیری هاپکیدو می‌باشد. این مرکز سازمان بین‌المللی هاپکیدو محسوب می‌شود و به عنوان مرکز جهانی هاپکیدو و مکانی برای آموزش صحیح هاپکیدو شناخته شده‌است.

## مفهوم نماد هاپکیدو وان
این نماد نمایانگر اصول مفاهیم و تکنیک هاپکیدو در قالب (Won، دایره)، (Bahng، مربع) و (Gahk، مثلث) می‌باشد. Won نماد آسمان (یا جهان)، Bang در داخل Won نماد زمین و Gak نماد انسان می‌باشد. همانطور که این علامت نشان می‌دهد جهان در بردارنده زمین است و زمین توسط انسان احاطه شده‌است. این نماد بیانگر وحدت جهان، زمین و بشر است، و این است اصول و هماهنگی هاپکیدو.
این نماد نشانگر روش مهم و بی‌حد و حصر برای متحد ساختن آسمان، زمین و تمامی عناصر محیطی بشر است. بنابراین این سه عنصر به‌طور خلاصه به معنای “روشی برای متحد ساختن آسمان و زمین بیکران با انرژی بشر ” است.
این کره نماد نگرش هاپکیدو وان برای خلق میراث فرهنگی سودمند بین‌المللی، از طریق‌ها هاپکیدو برای بشر در تمامی گوشه و کنار جهان می‌باشد. این علامت دربردارنده جهان (هاپکیدو وان) در کشور کره‌است، جایی که این هنر خلق شد و با هاپکیدو وان، مرکز جهانی هاپکیدو کامل شد. 